# M/S Brage Viking
M/S Brage Viking är ett ankarhanteringsfartyg/bogserbåt, som är specialiserad på arbete i polarvatten.
Hon byggdes 2012 på Astilleros Zamakona Pasaia, Pasajes i Spanien och ägs av Viking Supply Ships AS, dotterföretag till Viking Supply Ships AB.